# Government Gazette (Namibia)
Die Government Gazette ist das offizielle gedruckte Mitteilungsorgan Namibias und dient zur Kommunikation der Regierung Namibias mit der allgemeinen Öffentlichkeit. Es wird vom Justizministerium unter diesem Namen seit der Unabhängigkeit 1990 herausgegeben.
Die Government Gazette dient zur offiziellen Verlautbarung der vom Parlament beschlossenen Gesetze, der Erklärungen des Präsidentenbüros und aller Ministerien. Die hier verkündeten Informationen sind Gesetze (acts) und andere wichtige staatliche und öffentliche-rechtliche Informationen. Zudem können nicht-staatliche Einrichtungen (Unternehmen, Organisationen) jeden Freitag amtliche Bekanntmachungen abgeben. Auch privatrechtliche Pflichtmeldungen werden in der Gazette veröffentlicht.
Die Gazette wird in gedruckter Fassung und online zur Verfügung gestellt.

## Vorgänger
Das Kaiserliche Gouvernement in Windhuk brachte als Medium zur Bekanntmachung staatlicher Entscheidungen zu Zeiten Deutsch-Südwestafrikas zwischen 1910 und 1915 das Amtsblatt für das Schutzgebiet Deutsch-Südwestafrika heraus.
Zwischen dem 13. August 1915 und dem 1. Dezember 1989 wurde das Amtsblatt, zunächst als Official Gazette of the Protectorate of South West Africa (Englisch) und später als Offisielle Koerant van Suidwest-Afrika (Afrikaans) bzw. Official Gazette of South West Africa, von der südafrikanischen Verwaltung des Gebietes Südwestafrika herausgebracht. Zeitgleich galten auch einige Government Gazettes aus Südafrika für das heutige Namibia. Zu Zeiten der Apartheid gab es zudem ein separates Amtsblatt für die weiße Bevölkerung, die South West Africa/Suidwes-Afrika Official Gazette of the Representative Authority of the Whites/Offisielle Koerant van die Verteenwoordigende Owerheid van die Blankes.
Das Rehoboth Gebiet brachte mit seiner politischen Sonderstellung ebenfalls ein eigenes Amtsblatt, das Regering van Rehoboth/Government of Rehoboth Ampskoerant/Official Gazette van/of Rehoboth, heraus.